# Trichodura townsendi
Trichodura townsendi är en tvåvingeart som beskrevs av Guimaraes 1972. Trichodura townsendi ingår i släktet Trichodura och familjen parasitflugor. Inga underarter finns listade i Catalogue of Life.